# Regina Schöpf
Regina Schöpf (n. 16 septembrie 1935, Innsbruck, Austria – d. 30 octombrie 2008) a fost o schioare alpină ce a reprezentat Austria, medaliată olimpică. A participat la o ediție a Jocurilor Olimpice (1956) în care a câștigat o medalie de argint.

## Participări
Lista de mai jos prezintă principalele competiții la care a participat Regina Schöpf de-a lungul carierei.
- alpine skiing at the 1956 Winter Olympics – ladies' slalom[*]